# Непобедимый (фильм, 1983)
«Непобеди́мый» — советский художественный фильм 1983 года в жанре приключения. Режиссёр — Юрий Борецкий. В главной роли — Андрей Ростоцкий.

## Сюжет
Бывший красноармеец Андрей Хромов (фамилия вымышлена, хотя инициалы намекают на Анатолия Харлампиева), ведомый идеей создания нового вида борьбы — «самообороны без оружия», едет в Среднюю Азию, где знакомится с народной борьбой кураш. За время пребывания там герой не раз попадает в трудные ситуации, из которых выходит с честью. Действие фильма, посвящённого памяти Анатолия Харлампиева, основоположника борьбы самбо, происходит в Советском Туркестане в 1920-х годах.

## В ролях
- Андрей Ростоцкий — Андрей Хромов
- Хамза Умаров — Фаттахбек
- Нурмухан Жантурин — Джума
- Ёдгар Сагдиев — Джафар
- Гульнара Дусматова — Лайло
- Биродар Атабаев — Юлчи
- Дильшот Исмаилов — Абдулла
- Николай Карпов — Ахмед
- Тухтасын Муратов — Фархад
- Нартай Бегалин
- Всеволод Сафонов — Николай Подвойский
- Ментай Утепбергенов — племянник Якуб-хана (нет в титрах)

## Создание
Фильм закреплял устоявшуюся к тому времени легенду, согласно которой единственным создателем борьбы самбо был Анатолий Харлампиев (в реальности — ученик В. С. Ощепкова). Его имя узнаётся в инициалах главного героя. Сценарий Павла Лунгина, где описывается, как главный герой путешествует по освобождённым от басмачей районам Средней Азии и собирает приёмы народной борьбы, не имел отношения, по мнению историков спорта, ни к истории создания борьбы, ни к фактам из жизни Харлампиева.

## Прокат
В ходе проката фильм собрал 29 миллионов зрителей.

## Влияние фильма
Прокат фильма способствовал увеличению числа желающих заниматься самбо во много раз.